# Américains d'origine togolaise
Les américains-togolais sont des américains originaires du Togo. Selon les réponses fournies à une question ouverte incluse dans le recensement de l'année 2000, 1 716 personnes ont déclaré que leur ascendance ou leur origine ethnique était togolaise. En 2008, une estimation non officielle fait état de plus de 2 500 personnes américaines originaire du Togo.

## Histoire
Les premiers togolais sont arrivés aux États-Unis vendus comme esclave. La plupart de ces esclaves expédiés aux États-Unis ont été débarqués sur la côte du golfe, en Louisiane, Mississippi et Alabama. La plupart des esclaves appartenaient au peuple Ewe qui habite la partie sud-est du Ghana, du Togo, du Bénin et du sud-ouest du Nigeria. Après l'abolition de l'esclavage, peu de Togolais ont émigré aux États-Unis.

## Démographie
La plupart des Togolais qui vivent aux États-Unis sont légalement dans le pays et bénéficient de visas d'immigrant de la diversité, qui les obligent à prouver qu'ils n'étaient pas susceptibles de devenir des charges publiques avant de recevoir les visas. De nombreux Togolais ont émigré aux États-Unis pour poursuivre leurs études. 

## Personnes notables
- Galé Agbossoumonde, footballeur
- Tabi Bonney, rappeur
- Bruce Djité, footballeur
- Jonte' Moaning, danseuse
- Marie Thérèse Metoyer, femme d'affaires